# Почесний громадянин міста Добропілля
«Почесний громадянин міста Добропілля» — це звання присвоюється людям з активною життєвою позицією, які не обмежувались колом своїх особистих інтересів, гаряче любили наше місто і самовіддано працювали для його розвитку та розквіту і заслужили шану добропільців.

## Історія
Звання «Почесний громадянин міста Добропілля» установлено рішенням сесії Добропільської міської ради депутатів трудящих в 1967 р. Особам, яким присвоєне це почесне звання, вручається диплом, посвідчення і значок Почесного громадянина міста Добропілля.

## Персони
- Василь Омелянович Ігнатенко — Почесний громадянин м. Добропілля з 1967 року.
- Федір Гнатович Чабан[1] — Почесний громадянин міста Добропілля (1972 р.)
- Захар Кирейович Шевцов — Почесний громадянин міста з 1973 р.
- Макар Іванович Мальцев
- Катерина Павлівна Качура
- Сергій Гевондович Арутюнов
- Сергій Ананійович Талдикін
- Василь Ізотович Макаркін
- Іван Калістратович Єрмольчук
- Сергій Федорович Набатов
- Анатолій Георгійович Тарасов
- Микола Назарович Фролов
- Лідія Микитівна Козик[2]
- Дмитро Петрович Говоров[3]
- Петро Семенович Окомашенко
- Ніна Олександрівна Бутєва[4]
- Іван Кирилович Рупчев
- Микола Олександрович Крещенко
- Марія Марківна Леута
- Андрій Іванович Любас
- Іван Іларіонович Бесараб
- Юрій Михайлович Романюк
- Микола Петрович Козицький
- Олександр Федорович Терещенко[5]
- Іван Якович Древаль
- Веніамін Федорович Чуміков[6]
- Віталій Васильович Павловський
- Євген Григорович Аралов
- Микола Павлович Жук
- Олена Володимирівна Чабаненко
- Юрій Васильович Глоба
- Володимир Григорович Литвинов
- Сергій Вікторович Кужель
- Микола Іванович Дем'янко
- Ігор Миколайович Гуменюк
- Володимир Ілліч Шелудченко
- Володимир Васильович Подолян
- Володимир Гнатович Лейба
- Алла Сергіївна Мостова
- Микола Григорович Чмиренко
- Іван Пантелійович Терещенко
- Сулейманов Яків Магомед-Алієвич
- Другов Олександр Полуектович[7]